# Sexy killer
Sexy killer (hiszp. Sexykiller, morirás por ella) – hiszpański horror komediowy z 2008 roku w reżyserii Miguela Martí. Zdjęcia kręcono w Comillas (Kantabria) oraz w Madrycie.

## Główne role
- Macarena Gómez - Bárbara / morderczyni
- Angel De Andrés - Inspector
- Carolina Bona - María
- Javier Botet - Zombie
- César Camino - Tomás
- Nadia Casado - Clara
- Andreu Castro - Edu
- Juan Díaz - Jesus
- Alejo Sauras - Alex
- Juan Carlos Vellido - profesor anatomii
- Ramón Langa - Decan
- Fernando Ramallo - Angel